# Langer Samstag

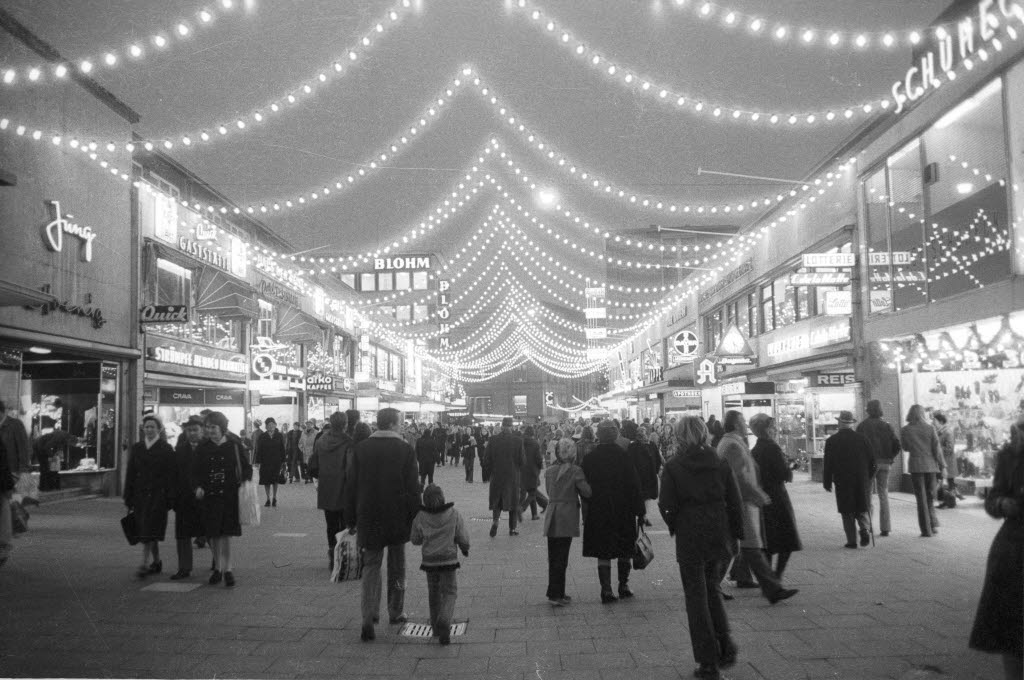
Langer Samstag in der Kieler Holstenstraße zur Adventszeit (1972)

Der lange Samstag, auch langer Sonnabend, später fallweise auch verkaufsoffener Samstag oder verkaufsoffener Sonnabend, ist ein Begriff aus der Sozial- und Wirtschaftsgeschichte der Bundesrepublik Deutschland und Österreichs.
Mit dem „Gesetz über den Ladenschluss“ von 1956 wurde Geschäften in der Bundesrepublik Deutschland erlaubt samstags bis 14:00 Uhr zu öffnen. Seit dem 17. Juli 1957 war das Öffnen von Geschäften am ersten (oder zweiten, falls der erste ein fester Feiertag war) Samstag jedes Monats bis 18:00 Uhr gestattet. Diese Samstage wurden langer Samstag genannt. Ab 1960 gab es lange Samstage auch an den vier Adventssamstagen; spätestens seit Anfang der 1970er Jahre war alternativ der Begriff verkaufsoffener Samstag etabliert. Zum 1. November 1996 wurde die Öffnungszeit am Samstag generell bis 16:00 Uhr verlängert, womit der gesonderte lange Samstag entfiel. Seit dem 13. März 2003 durften die Geschäfte bis 20:00 Uhr geöffnet sein. Nachdem der Ladenschluss Ende 2006 in fast allen Bundesländern liberalisiert wurde, wird nun vielerorts ein langer Samstag bis 22:00 Uhr angeboten.
Die Bläck Fööss besangen den langen Samstag mit dem Lied Lange Samstag in der City.